# Fylkesväg 82
Fylkesväg 82 (norska: Fylkesvei 82) är en primär fylkesväg i Nordland fylke i norra Norge som går mellan Europaväg 10 vid Hundneset i Hadsels kommun och staden Andenes i Andøy kommun. Sträckan över Sortlandsbron i Sortlands kommun är gemensam med riksväg 85. Det finns en färjeförbindelse längs vägen, mellan Fiskebøl och Melbu.
Exklusive färjeförbindelsen samt den kortare sträcka som är gemensam med riksväg 85 är vägen 145,7 kilometer lång och asfalterad. Den passerar bland annat genom tätorterna Melbu, Stokmarknes och Sortland.
Sträckan mellan Toften och Andenes har status som nationell turistväg (Andøya).

## Anslutningar
Fylkesväg 82 ansluter till:
- Europaväg 10 (vid Hundneset)
- Fylkesväg 820 (vid Sortland)
- Riksväg 85 (vid Sortland)

## Bilder

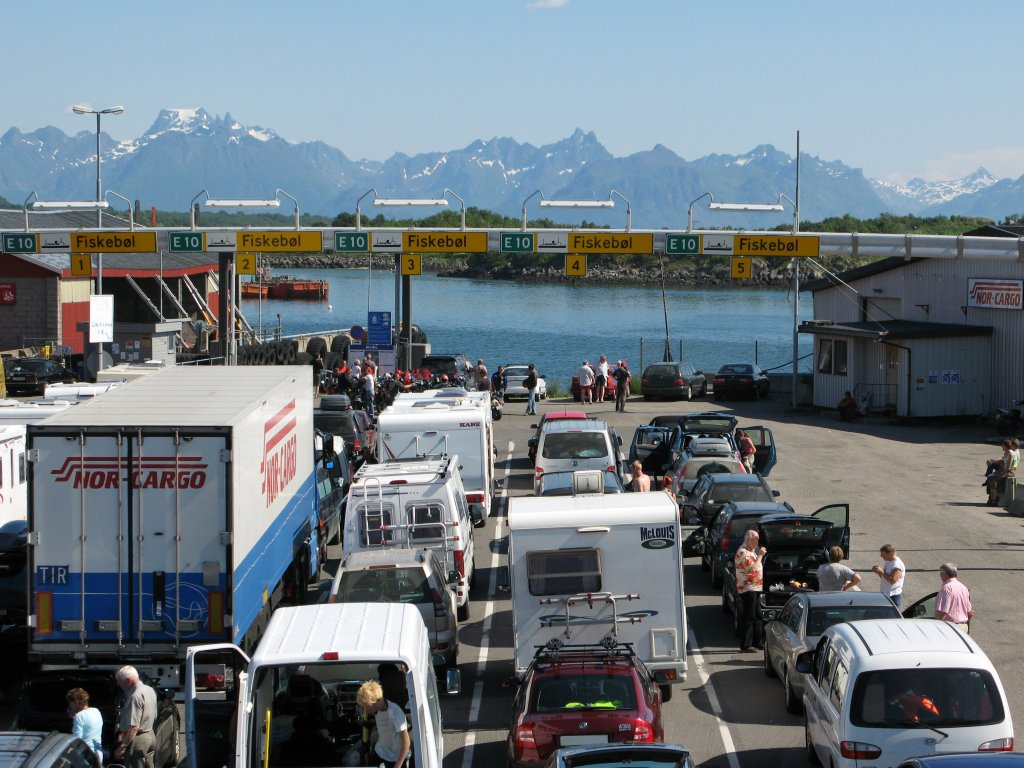
Färjeläget i Melbu.
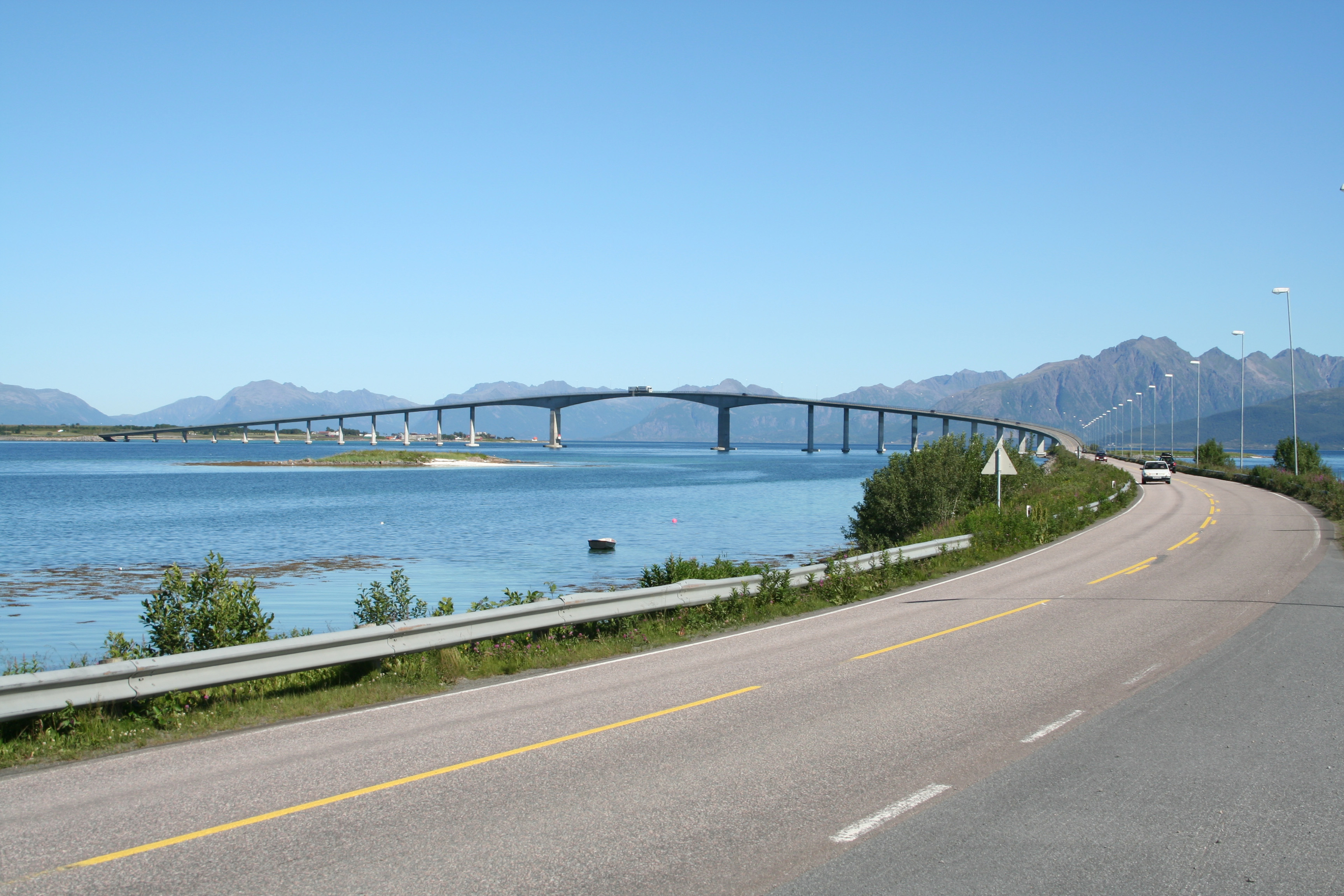
Riksväg 85 vid Hadselbron.
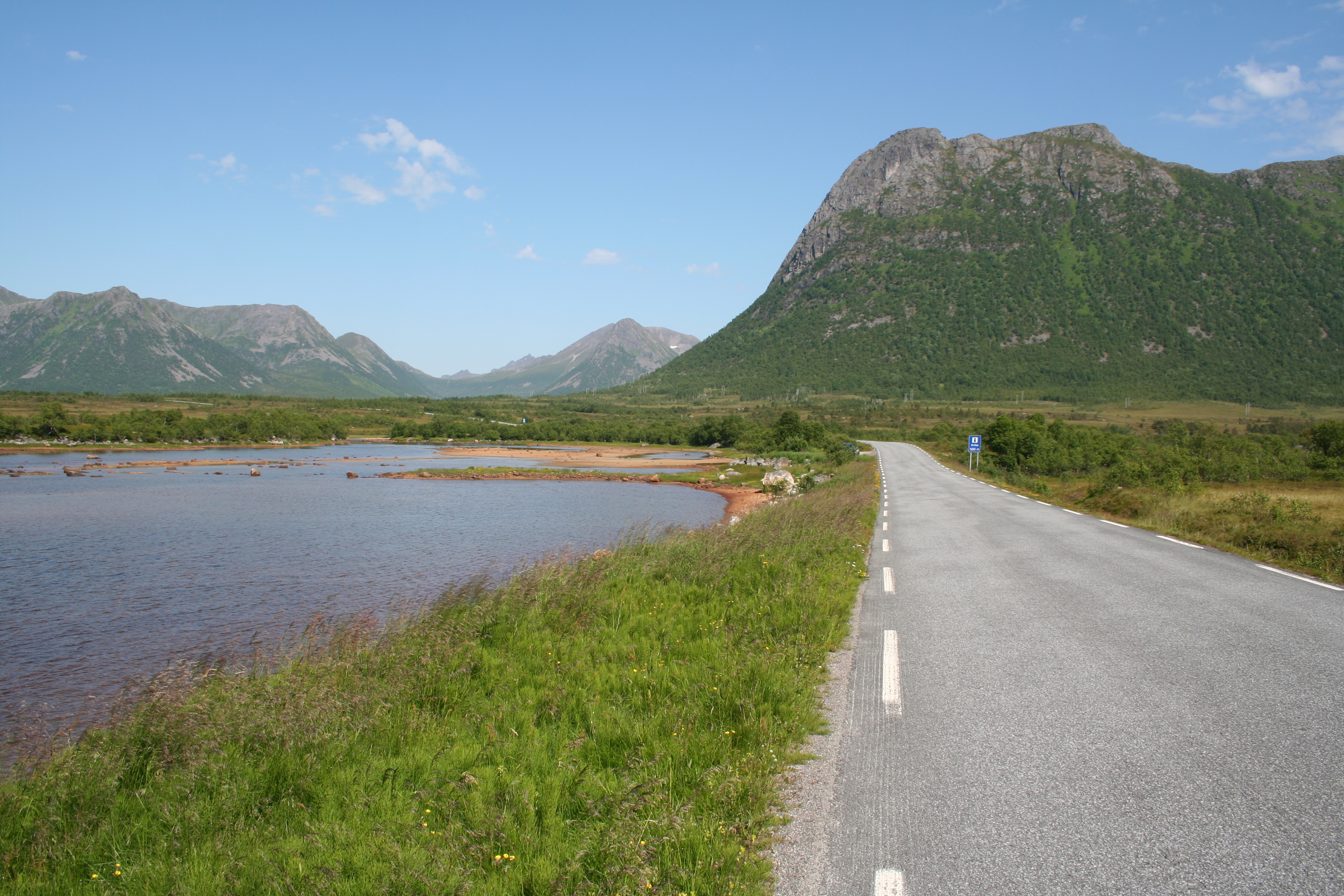
Riksväg 85 vid Forfjorden.